# Gonçalo Mendes da Maia
Gonçalo Mendes da Maia, O Lidador, "Krigaren", född 1079 i Maia, Portugal, död 1170 i Beja, var en portugisisk riddare och militär. Han tjänstgjorde under Alfons I av Portugal i kampen mot morerna.
Gonçalo Mendes död har skildrats av författaren Alexandre Herculano i berättelsen Morte do Lidador (Krigarens död).